# Ugrupowanie Warsztat
Ugrupowanie Warsztat (Warsztat Nowej Sztuki „Linia”, Ugrupowanie Warsztat – Klub Literacki im. R. Milczewskiego-Bruno, Warsztat) – grupa artystyczna działająca w Gdańsku w latach 1970–1996 (pierwsze dwa lata z siedzibą w Gdyni), związana z licznymi instytucjami kultury Trójmiasta, organizator wielu wydarzeń artystycznych w Gdańsku, założona i animowana przez Eugeniusza Kuppera.

## Założenie
Ugrupowanie Warsztat powstało w 1970 roku z inicjatywy Eugeniusza Kuppera, studenta polonistyki Uniwersytetu Gdańskiego. Współzałożycielem był Hubert Roppel, a wkrótce potem dołączyli: Jerzy Banaś, Andrzej Białoskórski, Andrzej Główczewski, Ewa Grabowska, Katarzyna Jabłońska, Alicja Łuba, Marek Macko i Stanisław Ossowski. Pierwszym programem grupy, sformułowanym tak jak następne przez Kuppera, był manifest Memoriał'70 kolportowany w postaci ulotek. W pierwszej z pięciu części tekstu napisano:

Człowiek pełen wiary w swoją prawdę przewodzi grupie ludzi w czasie strajku robotników. Hasła, którymi operuje dają mu szansę na odniesienie sukcesu politycznego. On młody człowiek wyrwany nagle jakby siłą podmuchu z rzeczywistości adekwatnej znalazł się na ranie ulicy. Kim jest teraz, czy to co mówi jest wystarczającym dowodem aby uznać jego prawdę za walkę, przyszedł tu prawdopodobnie z robotnikami zakładu S. młody anarchista, któremu duch kazał dopełnić słowo? Jest za blisko tych twarzy które nie odejdą z barykady zanim nie dopełni się słowo. Tam wszyscy mieliśmy podobne twarze.

Na motywach tego tekstu nakręcono niezachowany film Pozwólcie mu wrócić, którego autorami byli: Roppel, Białoskórski, Główczewski i Banaś.

## Grupy i członkowie
W ramach Warsztatu od początku działały różne grupy o określonym profilu artystycznym: Teatr Ugrupowania (inaczej Warsztat Teatralny), którego członkami byli wykonawcy poezji śpiewanej – Tadeusz Karmazyn, Edward Linczerski, Jerzy Mechliński i Dariusz Nierzwicki; Grupa Plastyczna „Masło” i Salon „Linia” – Ewa Grabowska, Gaja Kielgrzymska, Maciej Kostun, Marek Macko, Zdzisław A. Malinowski, Dariusz Nierzwicki; fotograficzna Grupa Młodych – Maciej Kostun, Jan Kups, Bogusław Wawrzonek; wokalna grupa Camerata – Anna Kaspera, Maciej Lange; grupa jazzowa – Helmut Nadolski, Władysław Jagiełło, Bogusław Grabowski, Bogdan Żelazny, Dorota Kalinowska, Leszek Bolibok.
Najbardziej istotną, nadającą ton dalszym działaniom Ugrupowania Warsztat, pozostawała Grupa Poetycka, której hasłem programowym było „poezja w działaniu”. Program sformułowany w 1975 roku sprowadzał się głównie do postulatu autentyzmu: Autentyzm, który nazywamy nowym autentyzmem pokolenia 70, stał się świadectwem naszego dzisiaj.

## Siedziby i mecenat
Pierwszą siedzibą i miejscem organizowanych wydarzeń Ugrupowania Warsztat była piwnica „Maszoperia” w Gdyni (1970–72). Kolejne znajdowały się w Gdańsku: piwnica „Witkacy” (1972–76), klub „Carillon” (1974–76), klub „Medyk” (1974–76), KSW „Żak” (1974–82), Klub Międzynarodowej Prasy i Książki (KMPiK) (1976–80), klub „Na Fortach” (1977–78) i Dom Kultury im. Stanisławy Przybyszewskiej należący do spółdzielni mieszkaniowej „Morena” (1982–96).
Ugrupowanie korzystało z mecenatu i opieki następujących instytucji: SZSP, Gdańskie Towarzystwo Przyjaciół Sztuki, Towarzystwo Przyjaciół Gdańska, zarząd klubów Żak i Medyk, Robotnicza Spółdzielnia Wydawnicza „Prasa-Książka-Ruch”, Wojewódzki Ośrodek Kultury (1970–1982); LSWS Morena, Zarząd Wojewódzki ZSMP, Towarzystwo Kultury Teatralnej, Wydział Kultury i Sztuki Urzędu Miasta, Wojewódzka Biblioteka Publiczna, Akademickie Biuro Kultury i Sztuki Alma-Art, Gabor sp. z o.o. (1982–1996).

## Działalność
Od 1970 roku Ugrupowanie realizowało „zdarzenia poetyckie” w Warsztacie Teatralnym, wystawiającym w różnych miejscach cykl wystąpień Wolność otwarta, Wolność zamknięta, Imitacje. Były to wspólne wystąpienia plastyków, muzyków i poetów Warsztatu. Kolejne wydarzenia artystyczne, to: wystawa Grupy Plastycznej „Masło” w klubie „Medyk”, recitale poezji śpiewanej w piwnicy „Witkacy” i spektakle Teatru Ugrupowania łączące teatr otwarty i teatr uliczny. W 1974 roku zorganizowało w klubie „Medyk” I Spotkania z gdańskim jazzem połączone z występami poetyckimi. W 1975 roku uczestniczyło w Jarmarku Klubów „Pokaz'75” organizując Noce Poetów.
W 1976 roku Warsztat zorganizował I Gdańskie Dni Poezji. Wieczorom autorskim poetów towarzyszyły: wystawa grafiki młodych plastyków, recitale poezji śpiewanej i spotkania z przedstawicielami czasopism literackich. Kolejne Gdańskie Dni poezji, odbywające się w latach 1977–1979, miały podobny, interdyscyplinarny przebieg, z udziałem również twórców filmowych i z pogranicza sztuki konceptualnej. Po trzyletniej przerwie Gdańskie Dni Poezji zostały wznowione w 1984 roku i organizowane w kolejnych latach w podobny sposób.
W 1980 roku Ugrupowanie zmieniło nazwę na Warsztat Nowej Sztuki „Linia”. W tym i kolejnym roku zorganizowało konkurs dla młodych poetów przed debiutem i drukowało ich wiersze w powołanej przez siebie Oficynie Wydawniczej „Linia”. Opublikowała ona arkusze poetyckie Stefana Juszeńskiego, Piotra Kotlarza i Eugeniusza Kuppera. W 1982 roku Warsztat zorganizował konkurs na Listy poetyckie, którego laureatami zostali: Jarosław Seidel i Dariusz Wasielewski, a ich arkusze również opublikowała „Linia”.
W rezultacie konkursu powstał Klub Literacki im. Ryszarda Milczewskiego-Bruno i Gdańska Grupa Poetycka Atut. Klub Literacki stał się podstawą działania Gdańskiego Ośrodka Korespondencyjnego Klubu Młodych Pisarzy. Uczestnicy Warsztatu brali udział w regionalnych i ogólnopolskich spotkaniach, przeglądach i sesjach literackich (głównie Kupper i Nierzwicki oraz członkowie Gdańskiej Grupy Poetyckiej: Ariana Nagórska, Dariusz Wasielewski, Zdzisław A. Malinowski, Ludwik Filip Czech i Artur Tomaszewski).
W kolejnych latach działalność Warsztatu coraz ściślej ograniczała się do literatury, zwłaszcza poezji. Organizowano „Domowe Spotkania z Poezją” w mieszkaniu Eugeniusza Kuppera, gdzie przyznawano nagrodę „Karafki” dla najbardziej obiecującego uczestnika. Po 1989 roku używano nazwy Ugrupowanie Warsztat – Klub Literacki im. R. Milczewskiego-Bruno. Klub miał swą stałą siedzibę w Domu Kultury im. S. Przybyszewskiej i organizował sesje literackie, m.in.: „Jerzy Afanasjew – życie i twórczość”, „Gdańska apassionata Stanisława Przybyszewska”, „Mieczysław Czychowski – mity i legenda”. Kontynuowano Gdańskie Dni Poezji łączone z Forum Poetów Gdańskich i Konkurs Jednego Wiersza „Poboki”. W 1996 roku siedzibę klubu przeniesiono do Gdańskiego Towarzystwa Przyjaciół Sztuki i zmieniono nazwę na Klub Literacki im. M. Czychowskiego.